# Cantrall
Cantrall è un villaggio degli Stati Uniti d'America, situato nello Stato dell'Illinois, nella contea di Sangamon.
| Controllo di autorità | VIAF (EN) 148979308 · LCCN (EN) n84215723 · J9U (EN, HE) 987007560085305171 |